# Milly-sur-Thérain
Milly-sur-Thérain település Franciaországban, Oise megyében. Lakosainak száma 1878 fő (2022. január 1.). Milly-sur-Thérain Bonnières, Fouquenies, Herchies, La Neuville-Vault, Oudeuil, Pisseleu, Saint-Omer-en-Chaussée, Troissereux, Verderel-lès-Sauqueuse és Villers-sur-Bonnières községekkel határos.

## Népesség
A település népességének változása:
| Lakosok száma | 1627 | 1605 | 1687 | 1708 | 1756 | 1814 | 1836 | 1840 | 1878 |
|               | 2013 | 2015 | 2016 | 2017 | 2018 | 2019 | 2020 | 2021 | 2022 |